# Departament de La Unión
El departament de La Unión és un departament de la zona oriental del Salvador.
Està limitat al N, NE i I per la república d'Hondures; a l'ES pel golf de Fonseca i la República d'Hondures; al S per l'oceà pacífic; al SO i O pel departament de San Miguel i al NO pel departament de Morazán.

## Història
A la fi del segle xviii el "Port San Carlos", va rebre aquest nom en honor del rei Carles III d'Espanya, qui va governar de 1759 a 1788. En 1807, el port de San Carlos figura inclòs com a poble del partit de San Alejo. Va ingressar el 12 de juny de 1824, en el Departament de San Miguel.
El 13 de juliol de 1824, el port de San Carlos va ser habilitat, per l'Assemblea Nacional Constituent de les Províncies Unides del Centre d'Amèrica, en concepte de "Puerto Mayor" amb el nom de Port de la Unió Centreamericana.
El 28 de febrer de 1865 es va atorgar al poble de San Carlos de la Unió el títol de Ciutat. El 22 de juny de 1865, per D. I en l'administració de Francisco Dueñas, s'erigeix el departament de la Unió.
Francisco Dueñas va dividir l'antic i gran departament de San Miguel en tres: el d'aquest nom, el d'Usulután i el de la Unió, format aquest últim pels districtes de la Unió, i el de San Antonio del Sauce (avui Santa Rosa de Lima), a partir del 3 de febrer de 1881, durant l'administració de Rafael Zaldívar, es crea el districte de Santa Rosa de Lima.

## Municipis
1. Anamorós
2. Bolívar
3. Concepción de Oriente
4. Conchagua
5. El Carmen
6. El Sauce
7. Intipucá
8. La Unión
9. Lislique
10. Meanguera del Golfo
11. Nueva Esparta
12. Pasaquina
13. Polorós
14. San Alejo
15. San José
16. Santa Rosa de Lima
17. Yayantique
18. Yucuaiquín